# Eleições gerais na Espanha em 1936
As eleições gerais espanholas de 1936 foram realizadas em 16 de fevereiro. Foram as terceiras e últimas eleições gerais da Segunda República Espanhola. As eleições deram o triunfo a Manuel Azaña, líder da coligação de esquerda denominada Frente Popular (Front d'Esquerres na Catalunha). Com mais de 60% dos deputados eleitos, este grupo unia os partidos PSOE, Izquierda Republicana (que incluía a ORGA), União Republicana, Esquerda Republicana da Catalunha, PCE, Ação Catalana, POUM e Partido Sindicalista. Os resultados do pleito foram:
| ← Eleições gerais espanholas, 16 de Fevereiro de 1936 → |          |        |      |
| Partido                                                 | Cadeiras | % Esc. | Dif. |
| Partido Socialista Operário Espanhol (PSOE)             | 99       | 20,9   | +41  |
| Confederação Espanhola de Direitas Autônomas (CEDA)     | 88       | 18,6   | -27  |
| Izquierda Republicana (IR)                              | 87       | 18,4   | +87  |
| União Republicana (UR)                                  | 38       | 8,0    | +38  |
| Esquerda Republicana da Catalunha (ERC)                 | 37       | 7,8    | +19  |
| Partido Comunista de Espanha (PCE)                      | 17       | 3,5    | +16  |
| Centristas                                              | 16       | 3,3    | -    |
| Bloco Nacional                                          | 12       | 2,5    | -    |
| Lliga Regionalista                                      | 12       | 2,5    | -12  |
| Partido Agrário                                         | 11       | 2,3    | -24  |
| Partido Nacionalista Basco (PNV)                        | 10       | 2,1    | -2   |
| Tradicionalistas                                        | 10       | 2,1    | -    |
| Republicanos progressistas                              | 6        | 1,2    | +3   |
| Radicais                                                | 5        | 1,1    | -    |
| Republicanos conservadores                              | 3        | 0,6    | -    |
| Independentes de direita                                | 3        | 0,6    | -    |
| Outros                                                  | 19       | 4,0    | -    |
| Total                                                   | 473      | 100,00 | +1   |